# Ławiczno
Ławiczno – jezioro w Polsce, położone w województwie wielkopolskim, w powiecie gnieźnieńskim, w gminie Gniezno na Pojezierzu Gnieźnieńskim. Brzegi: północny i wschodni są zalesione, brzegi zachodni i południowy są terenami podmokłymi. Przez akwen przepływa rzeka Wełna. Obecnie jeziorem opiekuje się Koło nr 11 Gniezno Polania Polskiego Związku Wędkarskiego.

## Dane morfometryczne
Powierzchnia zwierciadła wody wynosi 16,15 hektarów. Zwierciadło wody położone jest na wysokości 94, 2 metrów. Maksymalna głębokość jeziora wynosi 7 metrów.